# Taishan, Jiangmen
Taishan, även romaniserat Toishan, är en stad på häradsnivå i Jiangmens stad på prefekturnivå i provinsen Guangdong i sydöstra Kina. Den ligger omkring 120 kilometer sydväst om provinshuvudstaden Guangzhou. 
Taishan är indelat i ett stadsdelsdistrikt och 16 köpingar.
Stadsdelsdistrikt (jiedao):

- Taicheng (台城街道)

Köpingar (zhen):

- Baisha (白沙镇)
- Beidou (北陡镇)
- Chixi (赤溪镇)
- Chonglou (冲蒌镇)
- Chuandao (川岛镇)
- Dajiang (大江镇)
- Doushan (斗山镇)
- Duanfen (端芬镇)
- Duhu (都斛镇)
- Guanghai (广海镇)
- Haiyan (海宴镇)
- Sanhe (三合镇)
- Shenjing (深井镇)
- Shuibu (水步镇)
- Sijiu (四九镇)
- Wencun (汶村镇)